# Lindenfriedhof (Gliwice)

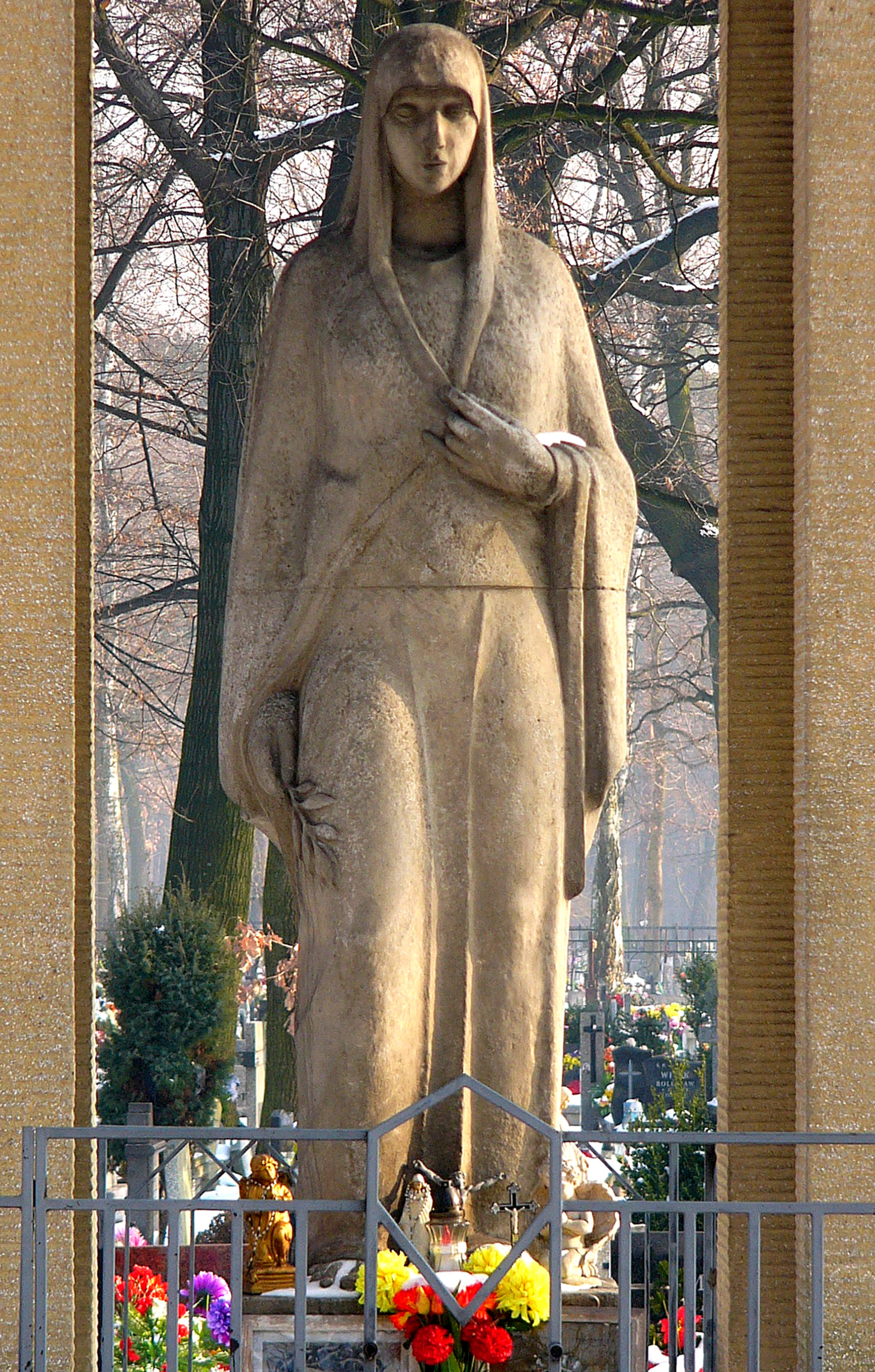
Das Gefallenendenkmal mit der Trauernden

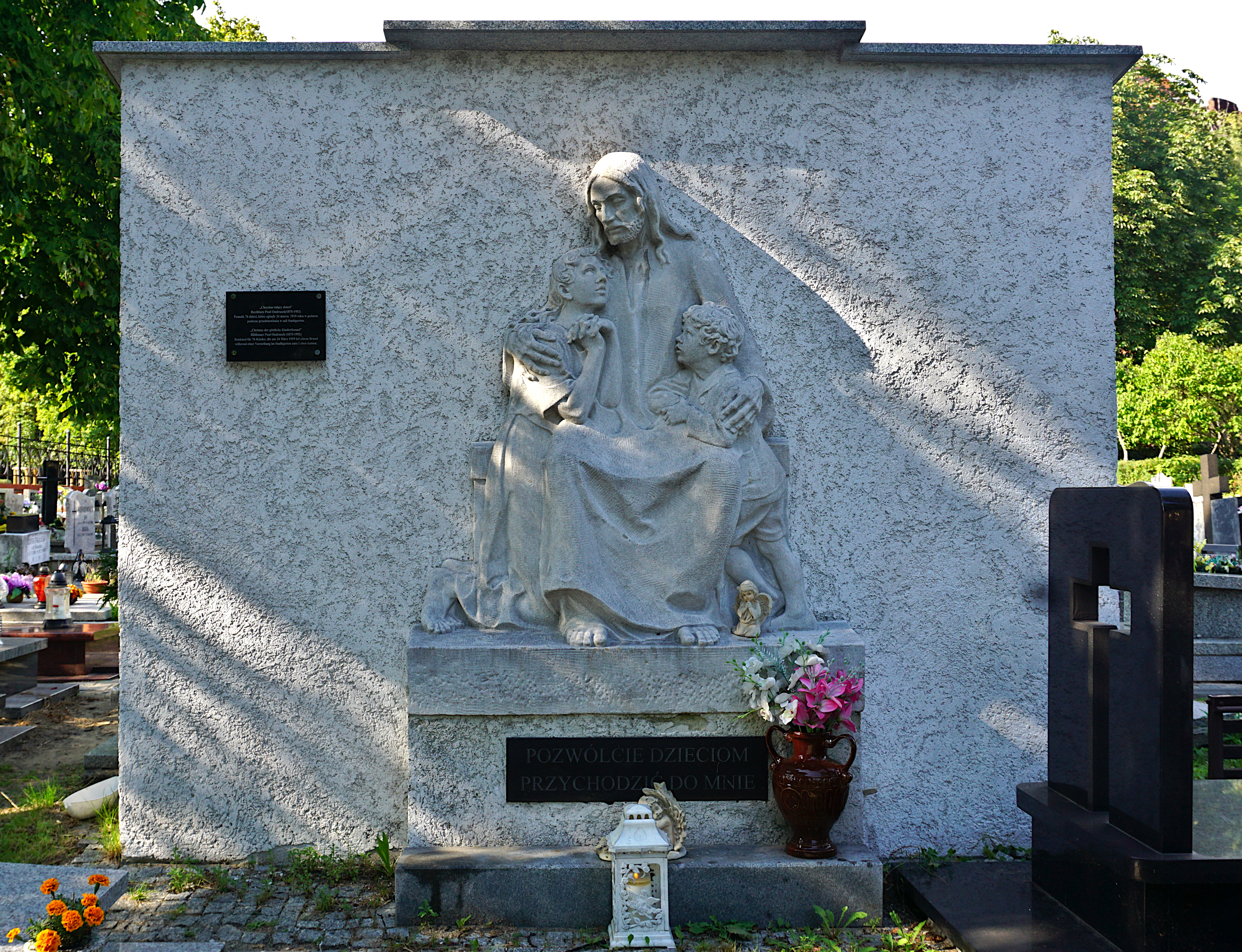
Christus der göttliche Kinderfreund – Denkmal für 76 Kinder, die beim Theaterbrand von 1919
ums Leben kamen

Der Lindenfriedhof (Cmentarz Lipowy) ist ein städtischer Begräbnisplatz im Stadtteil Zatorze (deutsch Stadtwaldviertel) in Gliwice (Gleiwitz). Südlich angrenzend zum Lindenfriedhof befindet sich der Neue Jüdische Friedhof Gleiwitz.

## Geschichte
Der Lindenfriedhof wurde im Jahr 1885 in der damaligen Gleiwitzer Vorstadtgemeinde Petersdorf (polnisch Szobiszowice) angelegt und hatte eine Größe von 6 Hektar.
Während des Ersten Weltkriegs wurden hier gefallene Soldaten begraben, darunter 196 Deutsche, 230 Russen, 16 Rumänen, Serben, Franzosen und Italiener. An diese erinnert das „Denkmal für die Gefallenen im Ersten Weltkrieg“ von 1927 mit der Skulptur „Die Trauernde“ vom Bildhauer Hanns Breitenbach.
Auf dem Lindenfriedhof befindet sich ebenfalls das Denkmal „Christus der göttliche Kinderfreund“ des schlesischen Bildhauers Paul Ondrusch. Das Denkmal wurde für 76 Kinder, die 1919 bei einem Brand des Kinotheaters „Stadtgarten“ ums Leben kamen und hier in einem Massengrab beigesetzt wurden, aufgestellt. Auf dem Kindergrabdenkmal befand sich bis 1945 die deutsche Inschrift „Lasset die Kindlein zu mir kommen“, ein bekanntes Bibelzitat aus den Evangelien. Das Denkmal zeigt sich heute in veränderter Form, es fehlen die ursprüngliche Treppe, der obere abschließende Teil der Wand und auf der Wandfläche um die Skulpturen wurde eine weitere Schicht Zement mit einer groben Oberfläche aufgetragen.
Im Jahr 2003 wurde die Friedhofsfläche erheblich erweitert. Dies geschah auf Flächen, die zuvor zum Kultur- und Erholungspark gehörten. Derzeit hat der Friedhof eine Größe von 11,5 Hektar.